# Bror de Maré
Bror Erik August de Maré, född den 19 april 1877 i Falun, död den 27 juli 1950 i London, var en svensk affärsman. Han var son till Samuel de Maré.
de Maré avlade mogenhetsexamen i Falun 1895. Han var anställd på affärskontor i England och Frankrike 1896–1899 och var försäljare i Mo och Domsjö 1900–1905. de Maré var chef för Churchill & Sims svenska avdelning i London 1905–1918, ombudsman i Svenska trävaruexportföreningens försäljningsförening 1918–1919 och delägare i Churchill & Sim från 1919. Han var vice ordförande i Svenska handelskammaren i Storbritannien 1921–1923 och dess president 1933–1941. de Maré blev riddare av Vasaorden 1921 och kommendör av andra klassen av samma orden 1934.